# Beratungsstelle Courage
Courage ist eine österreichische Partner-, Familien- und Sexualberatungsstelle mit den Schwerpunkten gleichgeschlechtliche und Transgender-Lebensweisen, Beziehungen und Sexualität sowie Gewalt und sexuelle Übergriffe. Die Beratungsstelle wird vom Bund, der Stadt Wien und dem Land Niederösterreich gefördert und ist die erste nach dem Familienberatungsförderungsgesetz anerkannte Einrichtung dieser Art.

## Geschichte
Courage wurde im Jahr 1999 gegründet und ist die erste im Sinne des Familienberatungsförderungsgesetzes und der Stadt Wien anerkannte Beratungsstelle für gleichgeschlechtliche und transGender Lebensweisen. Sie berät kostenlos und anonym vor allem Lesben, Schwule, Bisexuelle, Transgender-Personen und ihre Angehörigen. Trotz Spezialisierung steht Courage allen Menschen mit Anliegen, Fragen und Problemen zur Verfügung. In den ersten fünf Jahren ihres Bestehens hat das Team über 5000 Menschen beraten. Inzwischen ist Courage sehr etabliert, so dass viele Sozialinstitutionen, Beratungsstellen, Einrichtungen des Gesundheitswesens, Ärzte, Pädagogen und andere bei Fragen und Problemen der Sexuellen Orientierung und der geschlechtlichen Identität die Klienten an Courage weiterleiten. Im September 2009 wurden weitere Beratungsstellen in Graz und Innsbruck eröffnet.

### Trägerverein
Bis Ende des Jahres 2002 fungierte die Österreichische Gesellschaft für Sexualforschung (ÖGS; seit 2105: Österreichische Gesellschaft für Sexualwissenschaften) als Gründungs- und Trägerverein der Beratungsstelle Courage. Seither dient als Trägerverein das Österreichische Institut für Beziehungs- und Sexualforschung. Dieses arbeitet und forscht in enger Kooperation mit der ÖGS.

### Unterstützungskomitee
Im Jahr 2002 wurde ein Unterstützungskomitee gegründet, das es prominenten Persönlichkeiten aus den Bereichen Politik, Kunst, Kultur und Religion ermöglichen soll, die Arbeit von Courge zu fördern. Zu den prominentesten Mitgliedern des Komitees zählen unter anderem die Schauspielerin Dagmar Koller, der Politiker Heinz Fischer, der Präsident des Weltverbandes für Psychotherapie Alfred Pritz und die damalige Präsidentin des Österreichischen Verbandes für Psychotherapie Margret Aull.

## Tätigkeiten
Das Team besteht aus Frauen und Männern aus den Fachbereichen Partner-, Familien-, Lebens- und Sexualberatung, Psycho- und Sexualtherapie, Psychologie, Sozialarbeit, Pädagogik, Theologie, Psychiatrie und Neurologie, Rechtswissenschaften, Mediation, Supervision und Coaching und wird von Johannes Wahala geleitet.
Courage ist österreichweit tätig sowie international vernetzt. Courage bietet persönliche, telefonische und online Beratung für Einzelpersonen, Paare und Familien an. Neben akuter Krisenintervention wird psychotherapeutische, psychologische, soziale und rechtliche Beratung angeboten. Darüber hinaus geht es um Gesundheitsvorsorge und medizinische Abklärungen sowie um Information und Vermittlung weiterer psychotherapeutischer, medizinischer und sozialer Angebote.
Es werden auch therapeutische Gruppen für homo- und bisexuelle Männer („Oase“) und Frauen („Sappho“) sowie begleitete Selbsthilfegruppen für Jugendliche und junge Erwachsene („Coming In“), Väter und ihre Angehörigen („PapasInMotion“) sowie Eltern und Angehörige („Eltern bleiben Eltern“) angeboten. Informationen über die aktuell laufenden Gruppen finden sich auf der Homepage der Beratungsstelle.
Außerhalb der Beratung sind die Mitarbeiter auch in der Aufklärungs- und Bildungsarbeit, mit dem Ziel der gesellschaftliche Aufklärung und Sensibilisierung in den Themen Sexualität, sexuelle Orientierungen, geschlechtliche Identitäten, Geschlechtsrollen und Beziehungen, Homophobie und Gewalt, psychische und physische Gesundheit tätig und werden öfters zu Kongressen, Podiumsdiskussionen und Vorträgen eingeladen, als auch von Medien kontaktiert. Als dritter Arbeitsbereich werden Fort- und Weiterbildungsmaßnahmen für Fachpersonal angeboten sowie Supervision im Schwerpunktthema.
Courage ist auch eine vom Bund anerkannte Ausbildungseinrichtung des Gesundheits- und Sozialwesens und bietet in diesem Rahmen Praktikumsplätze für Studenten der Psychotherapie und Sozialarbeit an.

## Problembereiche
Im Konkreten befasst sich die Beratungsstelle vor allem mit folgenden Problembereichen:
- Fragen und Unsicherheiten zur sexuellen Orientierung und geschlechtlichen Identität
- Coming-out Prozesse (auch in heterosexuellen Partnerschaften und Ehen, inklusive Mediation)
- Gleichgeschlechtliche und transGender Lebensweisen (z. B. Partnerschaften, Ängste vor Diskriminierungen, Mobbing am Arbeitsplatz, Älterwerden etc.)
- Beratung von Eltern und Angehörigen Homosexueller, Bisexueller und transGender Personen, die sich anfangs vielfach mit ihren Fragen, Ängsten und Schuldgefühlen allein gelassen fühlen
- Partnerschafts- und Eheprobleme
- Familienkonflikte
- Gewalt, Missbrauch und sexuelle Übergriffe
- Einsamkeit und Isolation
- HIV/AIDS – Prävention (Safer Sex etc.)
- Begleitung HIV-positiver und/oder deren Partner, Eltern sowie Angehörige
- Männerberatung: Rollenklischees; Umgang mit Macht, Konflikten, Aggression und Gewalt; Fragen bzw. Probleme zur männlichen Sexualität
- Ablösungs-, Trennungs- und Trauerprozesse
- beruflichen Schwierigkeiten (Mobbing, Diskriminierung etc.)
- Gesundheitsfragen